# Zdaljevac
Zdaljevac – wieś w Bośni i Hercegowinie, w Federacji Bośni i Hercegowiny, w kantonie środkowobośniackim, w gminie Jajce. W 2013 roku liczyła 147 mieszkańców, z czego większość stanowili Chorwaci.